# Neutrik
Neutrik AG és una empresa amb seu a Schaan, Liechtenstein, que desenvolupa i fabrica connectors per a tecnologia d'esdeveniments, mitjans de comunicació i indústria. A l'abril de 2020, Chad Trevithick ha exercit com a conseller delegat de la companyia. La facturació de l'empresa no es coneix públicament.

## Història
Als Jocs Olímpics d'hivern de 1964 a Innsbruck, l'enginyer d'acústica tirolès Bernhard Weingartner es va adonar que el so continuava disminuint. El motiu d'això van ser els connectors d'àudio DIN utilitzats per la televisió austríaca, que van fallar sota la influència del mal temps. Weingartner sabia que el connector XLR dissenyat per ITT Cannon International/Switchcraft seria molt més fiable, però aquests connectors eren molt cars i no estaven disponibles a Europa. Weingartner va començar el 1974, inicialment en solitari, amb el desenvolupament d'una versió econòmica però d'alta qualitat del connector XLR. El dibuixant Werner Bachmann es va unir a ells set mesos després. Neutrik AG va ser fundada l'any 1975 per Bernhard Weingartner i els inversors Gebhard Sprenger i Josef Gstöhl.
Durant els anys següents, l'empresa Neutrik es va convertir en el líder mundial del mercat de connectors d'àudio XLR. Els connectors Neutrik s'han estandarditzat a l'estàndard d'escenari i d'estudi com estàndard IEC 61076-2-103. L'any 1987, els endolls d'altaveu Neutrik es van desenvolupar sobre la base d'una invenció i una patent de Bernhard Weingartner. L'any 2000, el departament de tecnologia de mesura de Neutrik es va convertir en la NTi Audio AG independent com a fabricant de tecnologia de mesura acústica a través d'una compra de gestió . La gestió de la qualitat de Neutrik AG està certificada segons la norma ISO 9001 :2008

## Estructura del grup
El Grup Neutrik té 9 sucursals i una xarxa de vendes en més de 80 països, que ofereix suport tècnic local.
- Neutrik Vertriebs GmbH a Alemanya
- Neutrik (UK) Ltd., instal·lació de fabricació i organització de vendes del Regne Unit
- Neutrik France SARL a França
- Neutrik USA Inc. als EUA
- Neutrik Limited al Japó
- Neutrik Hong Kong Ltd., responsable de Hong Kong i el sud de la Xina
- Ningbo Neutrik Trading Co., Ltd., instal·lació de fabricació i organització de vendes del nord de la Xina
- H. Adam GmbH a Alemanya
- Contrik AG a Suïssa

## Productes
Neutrik AG posseeix nombroses patents i drets de marques registrades. L'empresa va desenvolupar un connector per a cables, que tanca hermèticament, i subjecta el cable en contra de la direcció de la càrrega de tracció i evita així que es trenqui. Col·loquialment, la marca Neutrik en tecnologia de transmissió i mesurament és sinònim d'endolls multipols, alguns amb tancament a pressió o de baioneta. La gamma de productes Neutrik consta connector per a cable de coure (Speakon, PowerCon, powerCON TRUE1, etherCON, mediaCON, silent PLUG), connexions de fibra òptica (OpticalCon, DRAGONFLY) i sistemes sense fil (XIRIUM).

## Premis
El connector opticalCON powerMONITOR de NEUTRIK va guanyar el premi EMEA+ InAVation 2011 en la categoria "Accessori AV comercial més innovador del 2011". El premi es va lliurar a Integrated Systems Europe 2011 a Amsterdam.